# Hemonystraat 22
Het pand Hemonystraat 22 is een gebouw aan de Hemonystraat in De Pijp te Amsterdam-Zuid. Het is een van de twee gemeentemonumenten in die straat, het ander staat op Hemonystraat 9.
De woonhuizen Hemonystraat 18, 20 en 22 zijn ontworpen door makelaar, timmerman en architect Pieter Peereboom. Op nummer 18 vestigde hij zijn timmerwerkplaats. De gebouwen waren in hun oorspronkelijke staat niet interessant als gemeentemonument. Zulke panden treft men vaak aan in De Pijp. Na verbouwing tot winkel/woonhuis werd met name de begane grond van nummer 22 een opvallende verschijning in de straat, met een zwart houten symmetrische pui en een plint van hardsteen. In die pui is glas-in-lood verwerkt alsmede een klok en het Wapen van Amsterdam. De klok is een verwijzing naar de naamgevers van de straat, Pieter en François Hemony, Amsterdamse klokkengieters.
De winkelpui werd in 2012 voorgedragen als gemeentemonument en in 2014 kreeg het die status. De voorgevel is waarschijnlijk vervaardigd voor tabakswinkel “De klok van Hemony”, die rond 1910 zijn intrek nam in het pand. In 2015 is er een reparatiebedrijf in strijkinstrumenten in het gebouw gevestigd. De status monument werd ook gegeven vanwege het oorspronkelijke interieur (na de verbouwing) van de begane grond. Het pand moet dan nog wel voorzien worden van een nieuwe fundering, waarbij de originele inrichting bewaard moet blijven (situatie 2015).